# Liste des circonscriptions de l'Assemblée de Londres
Le Grand Londres est divisé en 14 circonscriptions territoriales pour les élections à l’Assemblée de Londres, chacune représentant un membre. Le système électoral utilisé est un système de membre supplémentaire sans porte-à- faux et il y a donc un nombre fixe de onze membres supplémentaires élus à partir d'une liste de parti.

## Liste de circonscription
À la suite des résultats des élections de 2016, les 14 circonscriptions uninominales sont les suivantes :
| Circonscription | Circonscription        | Boroughs                                                  | 2016 Électorale | Parti        |  |
| 1               | Barnet and Camden      | Barnet Camden                                             | 387,226         | Travailliste |  |
| 2               | Bexley and Bromley     | Bexley Bromley                                            | 404,329         | Conservateur |  |
| 3               | Brent and Harrow       | Brent Harrow                                              | 385,960         | Travailliste |  |
| 4               | City and East          | Barking and Dagenham City Newham Tower Hamlets            | 504,379         | Travailliste |  |
| 5               | Croydon and Sutton     | Croydon Sutton                                            | 402,396         | Conservateur |  |
| 6               | Ealing and Hillingdon  | Ealing Hillingdon                                         | 444,005         | Travailliste |  |
| 7               | Enfield and Haringey   | Enfield Haringey                                          | 377,324         | Travailliste |  |
| 8               | Greenwich and Lewisham | Greenwich Lewisham                                        | 363,864         | Travailliste |  |
| 9               | Havering and Redbridge | Havering Redbridge                                        | 383,037         | Conservateur |  |
| 10              | Lambeth and Southwark  | Lambeth Southwark                                         | 427,176         | Travailliste |  |
| 11              | Merton and Wandsworth  | Merton Wandsworth                                         | 374,133         | Travailliste |  |
| 12              | North East             | Hackney Islington Waltham Forest                          | 501,906         | Travailliste |  |
| 13              | South West             | Hounslow Kingston Richmond                                | 436,362         | Conservateur |  |
| 14              | West Central           | Hammersmith and Fulham Kensington and Chelsea Westminster | 349,058         | Conservateur |  |
|                 |                        |                                                           | 5,019,514       |              |  |

## Membres de l'Assemblée

### Circonscription AMs
| Élection | Barnet and Camden    | Barnet and Camden           | Bexley and Bromley            | Bexley and Bromley        | Brent and Harrow                | Brent and Harrow               | City and East         | City and East             | Croydon and Sutton               | Croydon and Sutton   | Ealing and Hillingdon        | Ealing and Hillingdon       | Enfield and Haringey | Enfield and Haringey        | Greenwich and Lewisham | Greenwich and Lewisham    | Havering and Redbridge | Havering and Redbridge | Lambeth and Southwark | Lambeth and Southwark        | Merton and Wandsworth | Merton and Wandsworth   | North East | North East                 | South West | South West        | West Central | West Central     |
| -------- | -------------------- | --------------------------- | ----------------------------- | ------------------------- | ------------------------------- | ------------------------------ | --------------------- | ------------------------- | -------------------------------- | -------------------- | ---------------------------- | --------------------------- | -------------------- | --------------------------- | ---------------------- | ------------------------- | ---------------------- | ---------------------- | --------------------- | ---------------------------- | --------------------- | ----------------------- | ---------- | -------------------------- | ---------- | ----------------- | ------------ | ---------------- |
| 2000     |                      | Brian Coleman (Con)         |                               | Bob Neill (Con)           |                                 | Toby Harris (Travailliste)     |                       | John Biggs (Travailliste) |                                  | Andrew Pelling (Con) |                              | Richard Barnes (Con)        |                      | Nicky Gavron (Travailliste) |                        | Len Duvall (Travailliste) |                        | Roger Evans (Con)      |                       | Val Shawcross (Travailliste) |                       | Elizabeth Howlett (Con) |            | Meg Hillier (Travailliste) |            | Tony Arbour (Con) |              | Angie Bray (Con) |
| 2004     |                      | Brian Coleman (Con)         | Bob Blackman (Con)            | Bob Neill (Con)           | Joanne McCartney (Travailliste) | Jennette Arnold (Travailliste) |                       | John Biggs (Travailliste) |                                  | Andrew Pelling (Con) |                              | Richard Barnes (Con)        |                      |                             |                        | Len Duvall (Travailliste) |                        | Roger Evans (Con)      |                       | Val Shawcross (Travailliste) |                       | Elizabeth Howlett (Con) |            |                            |            | Tony Arbour (Con) |              | Angie Bray (Con) |
| 2008     | James Cleverly (Con) | Brian Coleman (Con)         |                               | Navin Shah (Travailliste) | Joanne McCartney (Travailliste) | Jennette Arnold (Travailliste) | Steve O'Connell (Con) | John Biggs (Travailliste) | Richard Tracey (Con)             | Kit Malthouse (Con)  |                              | Richard Barnes (Con)        |                      |                             |                        | Len Duvall (Travailliste) |                        | Roger Evans (Con)      |                       | Val Shawcross (Travailliste) |                       |                         |            |                            |            | Tony Arbour (Con) |              |                  |
| 2012     | James Cleverly (Con) |                             | Andrew Dismore (Travailliste) | Navin Shah (Travailliste) | Joanne McCartney (Travailliste) | Jennette Arnold (Travailliste) | Steve O'Connell (Con) | John Biggs (Travailliste) | Richard Tracey (Con)             | Kit Malthouse (Con)  |                              | Onkar Sahota (Travailliste) |                      |                             |                        | Len Duvall (Travailliste) |                        | Roger Evans (Con)      |                       | Val Shawcross (Travailliste) |                       |                         |            |                            |            | Tony Arbour (Con) |              |                  |
| 2016     | Gareth Bacon (Con)   | Unmesh Desai (Travailliste) | Andrew Dismore (Travailliste) | Navin Shah (Travailliste) | Joanne McCartney (Travailliste) | Jennette Arnold (Travailliste) | Steve O'Connell (Con) | Keith Prince (Con)        | Florence Eshalomi (Travailliste) |                      | Leonie Cooper (Travailliste) | Onkar Sahota (Travailliste) | Tony Devenish (Con)  |                             |                        | Len Duvall (Travailliste) |                        |                        |                       |                              |                       |                         |            |                            |            | Tony Arbour (Con) |              |                  |

### Membres supplémentaires
N.B. Ce tableau est pour présentation seulement
| Année | AM                             | AM                            | AM                        | AM                                  | AM                          | AM                             | AM                       | AM                            | AM                | AM                                   | AM                 | AM                      | AM                       | AM                | AM | AM                     | AM | AM                      | AM | AM                     | AM | AM                  |
| ----- | ------------------------------ | ----------------------------- | ------------------------- | ----------------------------------- | --------------------------- | ------------------------------ | ------------------------ | ----------------------------- | ----------------- | ------------------------------------ | ------------------ | ----------------------- | ------------------------ | ----------------- | -- | ---------------------- | -- | ----------------------- | -- | ---------------------- | -- | ------------------- |
| 2000  |                                | Samantha Heath (Travailliste) |                           | David Lammy (Travailliste)          |                             | Trevor Phillips (Travailliste) |                          | Graham Tope (LD)              |                   | Louise Bloom (LD)                    |                    | Lynne Featherstone (LD) |                          | Sally Hamwee (LD) |    | Eric Ollerenshaw (Con) |    | Victor Anderson (Green) |    | Darren Johnson (Green) |    | Jenny Jones (Green) |
| 2000  | Jennette Arnold (Travailliste) | Samantha Heath (Travailliste) |                           |                                     |                             | Trevor Phillips (Travailliste) |                          | Graham Tope (LD)              |                   | Louise Bloom (LD)                    |                    | Lynne Featherstone (LD) |                          | Sally Hamwee (LD) |    | Eric Ollerenshaw (Con) |    | Victor Anderson (Green) |    | Darren Johnson (Green) |    | Jenny Jones (Green) |
| 2002  | Jennette Arnold (Travailliste) | Samantha Heath (Travailliste) | Michael Tuffrey (LD)      |                                     |                             | Trevor Phillips (Travailliste) |                          | Graham Tope (LD)              |                   |                                      |                    | Lynne Featherstone (LD) |                          | Sally Hamwee (LD) |    | Eric Ollerenshaw (Con) |    | Victor Anderson (Green) |    | Darren Johnson (Green) |    | Jenny Jones (Green) |
| 2003  | Jennette Arnold (Travailliste) | Samantha Heath (Travailliste) | Michael Tuffrey (LD)      | Diana Johnson (Travailliste)        | Noel Lynch (Green)          |                                |                          | Graham Tope (LD)              |                   |                                      |                    | Lynne Featherstone (LD) |                          | Sally Hamwee (LD) |    | Eric Ollerenshaw (Con) |    |                         |    | Darren Johnson (Green) |    | Jenny Jones (Green) |
| 2004  |                                | Dee Doocey (LD)               | Michael Tuffrey (LD)      | Murad Qureshi (Travailliste)        | Nicky Gavron (Travailliste) |                                | Damian Hockney (UKIP/1L) | Graham Tope (LD)              |                   | Peter Hulme-Cross (UKIP/1L)          |                    | Lynne Featherstone (LD) |                          | Sally Hamwee (LD) |    |                        |    |                         |    | Darren Johnson (Green) |    | Jenny Jones (Green) |
| 2005  | Geoff Pope (LD)                | Dee Doocey (LD)               | Michael Tuffrey (LD)      | Murad Qureshi (Travailliste)        | Nicky Gavron (Travailliste) |                                | Damian Hockney (UKIP/1L) | Graham Tope (LD)              |                   | Peter Hulme-Cross (UKIP/1L)          |                    |                         |                          | Sally Hamwee (LD) |    |                        |    |                         |    | Darren Johnson (Green) |    | Jenny Jones (Green) |
| 2008  |                                | Dee Doocey (LD)               | Michael Tuffrey (LD)      | Murad Qureshi (Travailliste)        | Nicky Gavron (Travailliste) | Richard Barnbrook (BNP)        | Caroline Pidgeon (LD)    |                               | Andrew Boff (Con) |                                      | Gareth Bacon (Con) |                         | Victoria Borwick (Con)   |                   |    |                        |    |                         |    | Darren Johnson (Green) |    | Jenny Jones (Green) |
| 2012  | Stephen Knight (LD)            |                               | Tom Copley (Travailliste) | Murad Qureshi (Travailliste)        | Nicky Gavron (Travailliste) |                                | Caroline Pidgeon (LD)    | Fiona Twycross (Travailliste) | Andrew Boff (Con) |                                      | Gareth Bacon (Con) |                         | Victoria Borwick (Con)   |                   |    |                        |    |                         |    | Darren Johnson (Green) |    | Jenny Jones (Green) |
| 2015  | Stephen Knight (LD)            | Kemi Badenoch (Con)           | Tom Copley (Travailliste) | Murad Qureshi (Travailliste)        | Nicky Gavron (Travailliste) |                                | Caroline Pidgeon (LD)    | Fiona Twycross (Travailliste) | Andrew Boff (Con) |                                      | Gareth Bacon (Con) |                         |                          |                   |    |                        |    |                         |    | Darren Johnson (Green) |    | Jenny Jones (Green) |
| 2016  |                                | Kemi Badenoch (Con)           | Tom Copley (Travailliste) | David Kurten (UKIP/Brexit Alliance) | Nicky Gavron (Travailliste) |                                | Caroline Pidgeon (LD)    | Fiona Twycross (Travailliste) | Andrew Boff (Con) | Peter Whittle (UKIP/Brexit Alliance) | Shaun Bailey (Con) | Siân Berry (Green)      | Caroline Russell (Green) |                   |    |                        |    |                         |    |                        |    |                     |
| 2017  | Susan Hall (Con)               |                               | Tom Copley (Travailliste) | David Kurten (UKIP/Brexit Alliance) | Nicky Gavron (Travailliste) |                                | Caroline Pidgeon (LD)    | Fiona Twycross (Travailliste) | Andrew Boff (Con) | Peter Whittle (UKIP/Brexit Alliance) | Shaun Bailey (Con) | Siân Berry (Green)      | Caroline Russell (Green) |                   |    |                        |    |                         |    |                        |    |                     |
| 2018  | Susan Hall (Con)               |                               | Tom Copley (Travailliste) | David Kurten (UKIP/Brexit Alliance) | Nicky Gavron (Travailliste) |                                | Caroline Pidgeon (LD)    | Fiona Twycross (Travailliste) | Andrew Boff (Con) | Peter Whittle (UKIP/Brexit Alliance) | Shaun Bailey (Con) | Siân Berry (Green)      | Caroline Russell (Green) |                   |    |                        |    |                         |    |                        |    |                     |

### Membres supplémentaires par siège
Sièges attribués selon la méthode d'Hondt, dans l'ordre. Toute partie obtenant moins de 5% des suffrages ne sera pas éligible à un siège de membre supplémentaire de l’Assemblée. Les transferts au sein des partis entre les élections ont été omis pour des raisons de simplicité,,,,,.
| Élection | 1er AM | 1er AM                  | 2e AM | 2e AM                  | 3e AM | 3e AM                       | 4e AM | 4e AM                   | 5e AM | 5e AM                   | 6e AM | 6e AM                         | 7e AM | 7e AM                         | 8e AM | 8e AM                         | 9e AM | 9e AM                       | 10e AM | 10e AM                       | 11e AM | 11e AM                 |
| -------- | ------ | ----------------------- | ----- | ---------------------- | ----- | --------------------------- | ----- | ----------------------- | ----- | ----------------------- | ----- | ----------------------------- | ----- | ----------------------------- | ----- | ----------------------------- | ----- | --------------------------- | ------ | ---------------------------- | ------ | ---------------------- |
| 2000     |        | LD (Sally Hamwee)       |       | Green (Darren Johnson) |       | LD (Graham Tope)            |       | Green (Victor Anderson) |       | LD (Lynne Featherstone) |       | Labour (Trevor Phillips)      |       | Travailliste (Samantha Heath) |       | LD (Louise Bloom)             |       | Green (Jenny Jones)         |        | Travailliste (David Lammy)   |        | Con (Eric Ollerenshaw) |
| 2004     |        | LD (Lynne Featherstone) |       | Green (Jenny Jones)    |       | LD (Graham Tope)            |       | UKIP (Damian Hockney)   |       | LD (Sally Hamwee)       |       | Green (Darren Johnson)        |       | LD (Michael Tuffrey)          |       | UKIP (Peter Hulme-Cross)      |       | Travailliste (Nicky Gavron) |        | Travailliste (Murad Qureshi) |        | LD (Dee Doocey)        |
| 2008     |        | LD (Michael Tuffrey)    |       | Green (Jenny Jones)    |       | LD (Dee Doocey)             |       | BNP (Richard Barnbrook) |       | Green (Darren Johnson)  |       | Travailliste (Nicky Gavron)   |       | Con (Andrew Boff)             |       | LD (Caroline Pidgeon)         |       | Con (Victoria Borwick)      |        | Travailliste (Murad Qureshi) |        | Con (Gareth Bacon)     |
| 2012     |        | Green (Jenny Jones)     |       | LD (Caroline Pidgeon)  |       | Travailliste (Nicky Gavron) |       | Con (Andrew Boff)       |       | Green (Darren Johnson)  |       | Travailliste (Murad Qureshi)  |       | Con (Gareth Bacon)            |       | Travailliste (Fiona Twycross) |       | Con (Victoria Borwick)      |        | Travailliste (Tom Copley)    |        | LD (Stephen Knight)    |
| 2016     |        | Green (Siân Berry)      |       | UKIP (Peter Whittle)   |       | LD (Caroline Pidgeon)       |       | Con (Kemi Badenoch)     |       | Con (Andrew Boff)       |       | Travailliste (Fiona Twycross) |       | Green (Caroline Russell)      |       | Travailliste (Tom Copley)     |       | Con (Shaun Bailey)          |        | Travailliste (Nicky Gavron)  |        | UKIP (David Kurten)    |